# Alekséi Fédchenko
Alexei Pavlovich Fedchenko (del ruso: Алексей Павлович Федченко) (Irkutsk, 7 de febrerojul./ 19 de febrero de 1844greg. - Mont Blanc, 3 de septiembrejul./ 15 de septiembre de 1873greg.) fue un explorador y naturalista ruso recordado por haber realizado importantes viajes de exploración al Asia Central a zonas entonces aún poco conocidas.

## Biografía
Nació en Irkutsk, en Siberia, y después de asistir al gymnasium de su ciudad natal, se trasladó a la capital para estudiar en la Universidad de Moscú, donde se especializó en zoología y geología. En 1868 viajó extensamente por el Turquestán, Samarcanda, Panjakent y la parte superior del valle del río Zeravshan. En 1870 exploró las montañas Fan, al sur de Zeravshan. En 1871 viajó al Kanato de Kokand y descendió al valle de Alay (hoy Kirguistán), a la ciudad de Daroot-Korgan, y vio las montañas septentrionales de la cordillera del Pamir, pero fue incapaz de penetrar hacia el sur.
Poco después de su regreso viajó a Europa y mientras realizaba una gira de exploración en Francia, pereció en una ascensión al Mont Blanc, cuando intentaba prepararse haciendo alpinismo para lograr enfrentarse a los Pamires. En su tumba de granito, está escrito en la tapa de mármol, este epitafio:

 «Ты спишь, но труды твои не будут забыты» ("A dormir, mas sus trabajos no serán olvidados.")

Fedchenko también descubrió el ciclo de vida de Dracunculus, que causa la dracunculosis, más comúnmente conocida como "enfermedad del gusano de Guinea" (acrónimo inglés, GWD, por Guinea worm disease).
Los relatos de las exploraciones y descubrimientos de Fedchenko han sido publicados por el gobierno ruso: sus viajes en el Turquestán, en 1874, en el Kanato de Kokand en 1875, y los descubrimientos botánicos en 1876.

## Honores

### Eponimia
- Glaciar Fedchenko, Pamir
- Asteroide 3195 Fedchenko

Género fanerógamo
- (Brassicaceae) Fedtschenkoa Regel[2]

Especies fanerógamas (51 + 39 + 14 registros)
- (Apiaceae) Prangos fedtschenkoi (Regel & Schmalh.) Korovin[3]

- (Asteraceae) Arctium fedtschenkoanum (Bornm.) S.López, Romasch., Susanna & N.Garcia[4]

- (Caryophyllaceae) Elisanthe fedtschenkoana (Preobr.) Lazkov[5]

- (Fabaceae) Astragalus fedtschenkoanus Lipsky[6]

- (Poaceae) Bromopsis fedtschenkoi (Tzvelev) Czerep.[7]

Especies de insecto
- (Neuroptera) Lopezuz fedtschenkoi MacLachlan 1875[8]

## Algunas publicaciones
- 1875. Puteshestvie v Turkestan (Viajes al Turkestan); zoogeographicheskia izledovania. Gos. izd-vo Geograficheskoi Literatury, Moscú
- La abreviatura «A.Fedtsch.» se emplea para indicar a Alekséi Fédchenko como autoridad en la descripción y clasificación científica de los vegetales.[9]